# Vietnamese presidentsverkiezingen 2011
De Vietnamese presidentsverkiezingen in 2011 werden gehouden op 25 juli van dat jaar. De verkiezingen volgden op de Vietnamese parlementsverkiezingen 2011, die eerder in mei 2011 werden gehouden. Trương Tấn Sang werd gekozen tot de nieuwe president met 483 van de 496 stemmen.